# Porta do Mar a São João

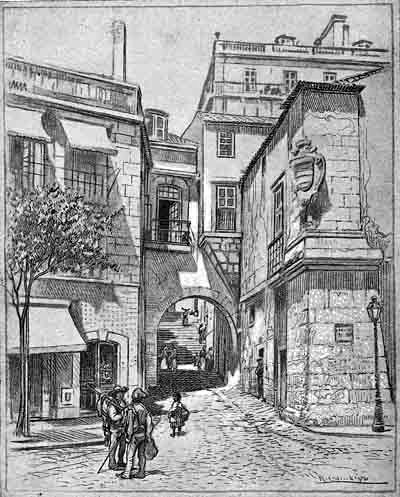
O Arco de Jesus por Roque Gameiro, cerca de 1910

A Porta do Mar a São João foi uma antiga porta da cidade de Lisboa, inserida na cerca moura da cidade.
Esta porta sobrevive ainda, junto ao Campo das Cebolas. Estava situada na frente do Cais de Santarém, sendo também conhecida pelo nome de Arco de Jesus em razão de um quadro do Menino Jesus que nela houve. Por esta porta entrou em Lisboa o exército germânico que auxiliou D. Afonso Henriques na conquista da cidade.